# Pećka Bistrica
Pećka Bistrica (alb. Bistrica e Pejës) je rijeka koje protječe kroz Crnu Goru i Kosovo, lijeva pritoka Bijelog Drima.
Nastaje u Crnoj Gori, u gorju Prokletije na nadmorskoj visini višoj od 1400 metara, sutokom potoka Čokorski potok i Bjeluga. Nakon manje od 3 km toka prelazi crnogorsko-kosovsku granicu. Gornjim tokom prolazi kroz Rugovsku klisuru. U Bijeli Drim se ulijeva kod mjesta Zajm. Dužina toka iznosi 62 kilometra, a površina slijeva iznosi 505 km2.

## Vanjske poveznice
|  | Zajednički poslužitelj ima još gradiva o temi Pećka Bistrica |